# Dani García García
Dani García García   (Mataró, 30 de gener de 1998) més conegut com a Dani García, és un jugador de bàsquet espanyol. Juga en la posició de base i el seu actual equip és el Bàsquet Manresa de la Lliga ACB de bàsquet d'Espanya.

## Carrera esportiva
Va arribar al club barceloní l'any 2014, després de disputar a La Selva amb la UE Mataró, la fase final del Campionat de Catalunya cadet. El seu equip va ser quart, després de perdre els dos únics partits davant el subcampió (DKV Joventut de Badalona) i el Sant Cugat de Vallès. A la fi d'aquella mateixa temporada, el 2014, va fitxar pel Club Bàsquet L'Hospitalet.
Amb tan sols 15 anys, va estar dues temporades consecutives amb el club. A la següent temporada, va arribar a la fase final del Campionat de Catalunya Júnior quedant Subcampió de Catalunya Júnior i sisè en el Campionat d'Espanya de clubs, a més d'aconseguir el guardó de Millor Passador del Campionat. El 2016-17 el seu club va decidir oferir-li un contracte a la LEB Plata amb el primer equip del Club Bàsquet L'Hospitalet.
A final de juliol de 2017, es va concretar el seu fitxatge pel Bàsquet Manresa per jugar les següents 4 temporades vinculat al CB Martorell de la LEB Plata.
El 3 d'agost de 2018 es va oficialitzar, per part del Bàsquet Manresa, la cessió al Club Baloncesto Peñas Recreativas de Huesca per a la campanya 2018/19. Dani García va ser una de les sensacions de la temporada 2018/19 a la lliga LEB Or, en la qual va arribar a ser MVP la jornada 13 gràcies als seus 17 punts, 3 rebots, 10 assistències, 3 recuperacions i 1 falta rebuda, amb un total de 30 punts de valoració. La temporada regular la va concloure amb una mitjana de 5,1 punts, 3,2 rebots i 3,2 assistències, amb una mitjana de 7,2 de valoració per partit., 3,2 rebots i 3,2 assistències, amb una mitjana de 7,2 de valoració per partit.
El 7 de maig de 2019, García torna a les ordres del Bàsquet Manresa per al que queda de temporada per jugar a la Lliga ACB.
Al juliol de 2019 torna al Club Bàsquet Penyes Osca per disputar la Lliga LEB Or, cedit pel Bàsquet Manresa.
Al juliol de 2020, signa amb el Bàsquet Girona per disputar la Lliga LEB Or, cedit pel Bàsquet Manresa, a on torna al gener de 2021.